# Пшехшта, Адам
Адам Пшехшта (пол. Adam Przechrzta; 14 апреля 1965, Забже, ПНР) — польский писатель-фантаст, ученый-историк, доктор гуманитарных наук.

## Биография
Адам Пшехшта родился в Забже. Окончил Зеленогурский университет по специальности историк, после чего занялся научной работой в этом же учебном заведении. В 2001 году защитил диссертацию «Антигосударственная деятельность коммунистов с точки зрения польских спецслужб в 1918—1939 годах» и получил степень доктора гуманитарных наук. Является автором многочисленных статей о деятельности спецслужб, боев на ножах и окинавском карате.
В 2022 г. отказался от издания своих книг в России, на фоне вторжения России в Украину.

## Творчество
Литературную деятельность Адам Пшехшта начал в 2006 году, когда опубликовал в журнале «Nowa Fantastyka» рассказ «Первый шаг» (пол. Pierwszy krok). В 2009 году опубликовал свой первый роман «Хоругва Архангела Михаила» (пол. Chorągiew Michała Archanioła). В этом же году вышел сборник рассказов автора «Волчий легион» (пол. Wilczy legion), описывающий приключения сотрудников польских спецслужб в период между двумя мировыми войнами в альтернативной реальности. В 2011 году Пшехшта начал цикл произведений «Демоны», главным героем которых является офицер ГРУ Александр Разумовский. В 2013 году писатель опубликовал роман «Гамбит Великопольского» (пол. Gambit Wielopolskiego), в котором описывается альтернативная история за который он получил серебряное отличие литературной премии имени Ежи Жулавского. С 2016 года писатель работает над циклом произведений «Materia Prima», в котором вышли три романа — «Адепт» (пол. Adept), «Наместник» (пол. Namístik) и «Тень» (пол. Cień).
Большинство произведений Адама Пшехшты написано в стиле альтернативной реальности и альтернативной истории, а также в стиле историко-фантастических боевиков.